# Richard Davidson (Psychologe)

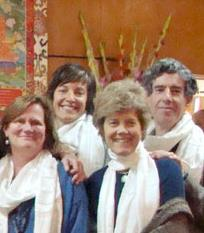
Richard Davidson (rechts)

Richard J. Davidson (* 12. Dezember 1951) ist ein US-amerikanischer Psychologe und Hirnforscher.

## Leben
Richard Davidson erwarb an der Harvard University den akademischen Grad Ph.D. in Psychologie. Seit 1984 lehrt er an der University of Wisconsin–Madison. Schwerpunkt seiner Arbeit sind die Zusammenhänge von Meditation und Veränderungen des Gehirns. Davidson führte umfangreiche Fallstudien an tagtäglich meditierenden tibetischen Mönchen durch.
So belegte er beispielsweise 2008 bei tibetischen Mönchen größere Aktivitäten im linken Stirnhirnlappen, die gemessenen Gammawellen waren mehr als 30-mal stärker ausgeprägt als bei der Kontrollgruppe.
1992 wurde er zum Fellow der American Association for the Advancement of Science gewählt. Seit 2003 ist er Mitglied der American Academy of Arts and Sciences.

## Schriften (Auswahl)
- Ekman, Paul Ed, and Richard J. Davidson. The nature of emotion: Fundamental questions. Oxford University Press, 1994.
- Lutz, A., Slagter, H. A., Dunne, J. D., & Davidson, R. J. (2008): Attention regulation and monitoring in meditation. Trends in cognitive sciences, 12(4), 163–169.